# Dận Vu
Doãn Vu (chữ Mãn: ᠶᡡᠨ ᡠ, chữ Hán: 允禑, bính âm: Yūn u; 24 tháng 12 năm 1693 – 8 tháng 3 năm 1731), là Hoàng tử thứ 15 tính trong số những người con sống tới tuổi trưởng thành của Thanh Thánh Tổ Khang Hi Đế.

## Tiểu sử
Doãn Vu nguyên danh là Dận Vu (chữ Mãn:ᡳᠨ ᡠ, chữ Hán: 胤禑, bính âm: In u), sinh ngày 28 tháng 11 (âm lịch) năm Khang Hi thứ 32 (1693), là anh ruột của Trang Khác Thân vương Dận Lộc và Dận Giới. Sinh mẫu là Thuận Ý Mật phi Vương thị, một trong những phi tần rất được sủng ái của Khang Hi Đế. Từ nhỏ ông được giao cho Hiếu Cung Nhân Hoàng hậu nuôi dưỡng. Sau khi Ung Chính Đế lên ngôi, tên ông bị đổi thành Doãn Vu để tránh kị húy.
Năm Ung Chính thứ 4 (1726), ông được phong Bối lặc, mệnh trông coi Cảnh lăng của Khang Hi Đế. Năm thứ 8 (1730), tháng 2, tấn thăng Du Quận vương (愉郡王). Năm thứ 9 (1731), ngày 1 tháng 2 âm lịch, ông qua đời, trên dưới 39 tuổi, được truy thuỵ là Du Khác Quận vương (愉恪郡王).

## Gia quyến

### Thê thiếp
- Đích Phúc tấn: Qua Nhĩ Giai thị (瓜尔佳氏), con gái của Đô uý Thạch Văn Bính (石文炳), em gái của Thái tử phi Qua Nhĩ Giai thị của Dận Nhưng.
- Trắc Phúc tấn: Qua Nhĩ Giai thị (瓜尔佳氏), con gái của Viên ngoại lang Bác Sắc (博色).
- Thứ Phúc tấn: Đỗ thị (杜氏), con gái của Hộ quân Giáo Ngũ Nhi (校五尔).

### Hậu duệ

#### Con trai
1. Trưởng tử (1719 - 1720), chết yểu, chưa định tên, mẹ là Trắc Phúc tấn Qua Nhĩ Giai thị.
2. Nhị tử (1719 - 1720), chết yểu, chưa định tên, mẹ là Trắc Phúc tấn Qua Nhĩ Giai thị.
3. Hoằng Khánh (弘慶; 1724 - 1769), mẹ là Trắc Phúc tấn Qua Nhĩ Giai thị. Thừa tước Du Quận vương (1731), qua đời được truy phong Du Cung Quận vương (愉恭郡王), có hai con trai.
4. Hoằng Phú (弘富; 1727 - 1783), mẹ là Đỗ thị. Được phong Tam đẳng Trấn quốc Tướng quân.
5. Hoằng Thụ (弘绶; 1727 - 1731), chết yểu, mẹ là Trắc Phúc tấn Qua Nhĩ Giai thị.

#### Con gái
1. Trưởng nữ (1716 - 1717), chết yểu, mẹ là Trắc Phúc tấn Qua Nhĩ Giai thị.
2. Nhị nữ (1716 - 1726), chết yểu, mẹ là Đích Phúc tấn Qua Nhĩ Giai thị.
3. Tam nữ (1722 - 1727), chết yểu, mẹ là Trắc Phúc tấn Qua Nhĩ Giai thị.
4. Tứ nữ (1722 - 1744), được phong Huyện Quân, em gái song sinh của Tam nữ, mẹ là Trắc Phúc tấn Qua Nhĩ Giai thị. Năm 1742, hạ giá lấy Đôn Đa Bố Đa Nhĩ Tể (敦多布多尔济), Ngạch phò của Cố Luân Khác Tĩnh Công chúa, sau khi Công chúa mất.
5. Ngũ nữ (1729 - 1748), mẹ là Trắc Phúc tấn Qua Nhĩ Giai thị, không rõ hôn sự.